# Рід (Фрисландія)
Рід (нід. Ried, нід. вимова: [rit]) — село в нідерландській провінції Фрисландія. Входить до муніципалітету Вадхуке.
Його площа становить 3,17км², а населення станом на 2021 рік складало 445 осіб.
Перша згадка про населений пункт датується 1275 роком.

## Галерея

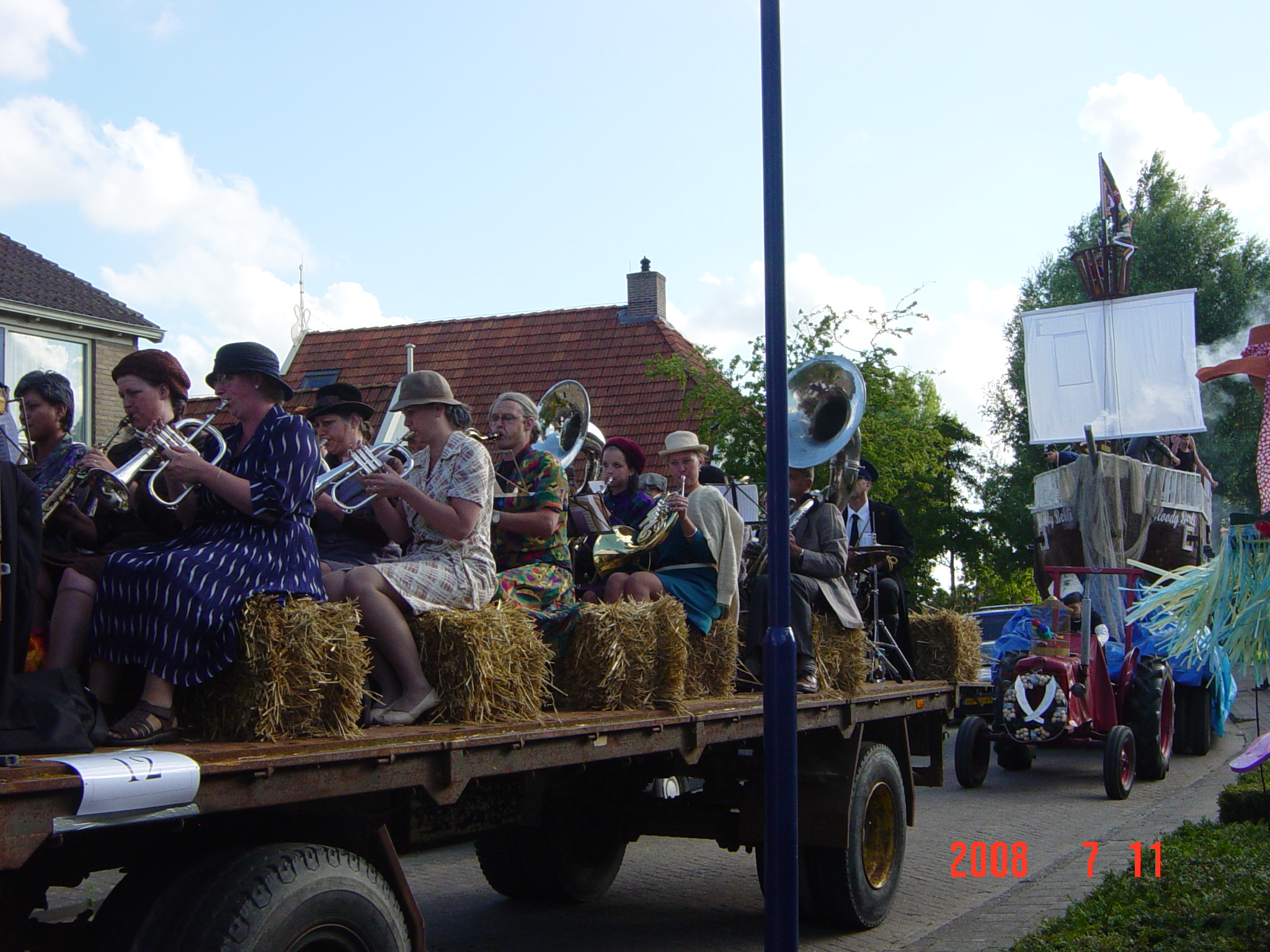
Музичний парад у селі
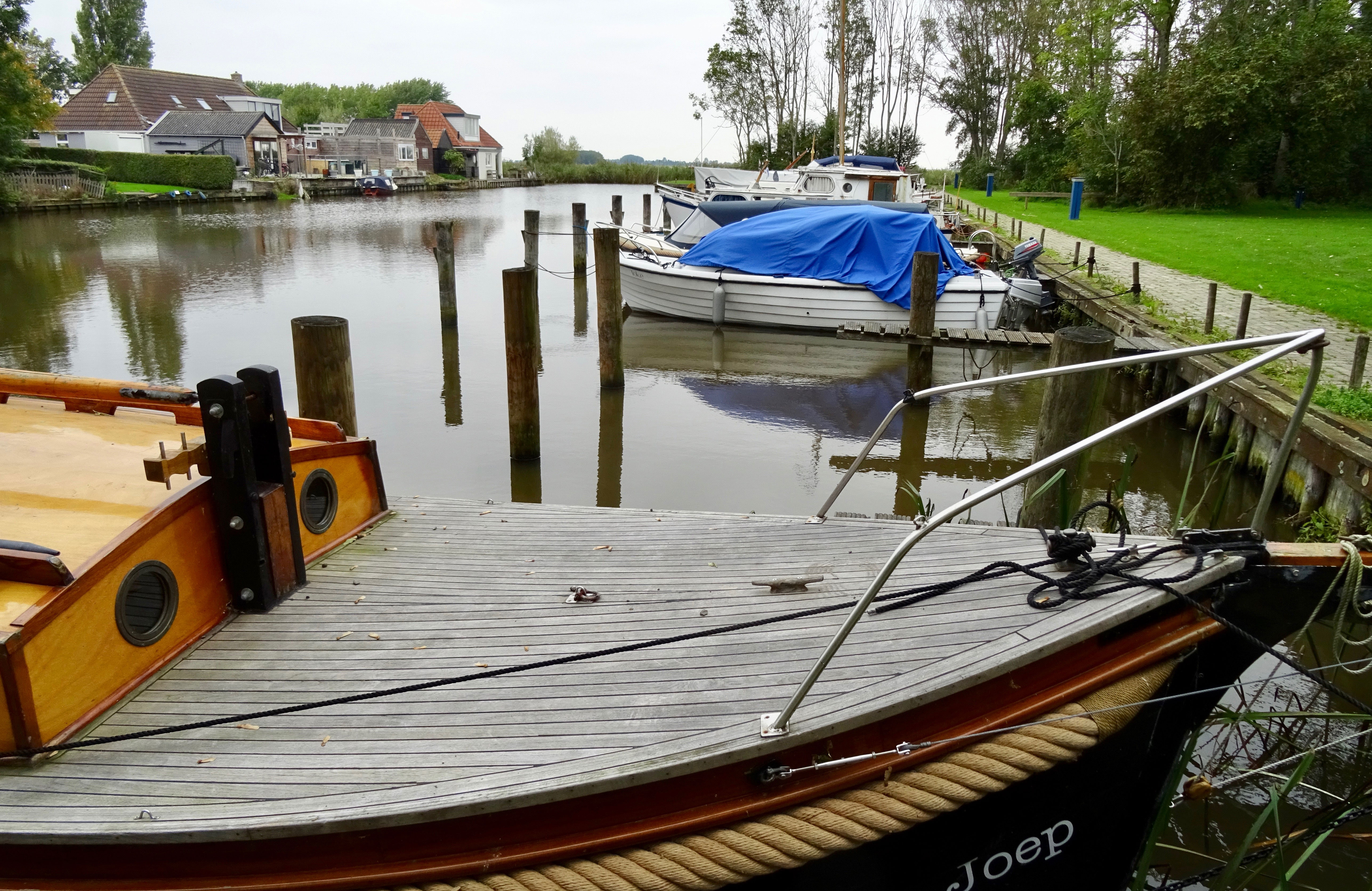
Причал
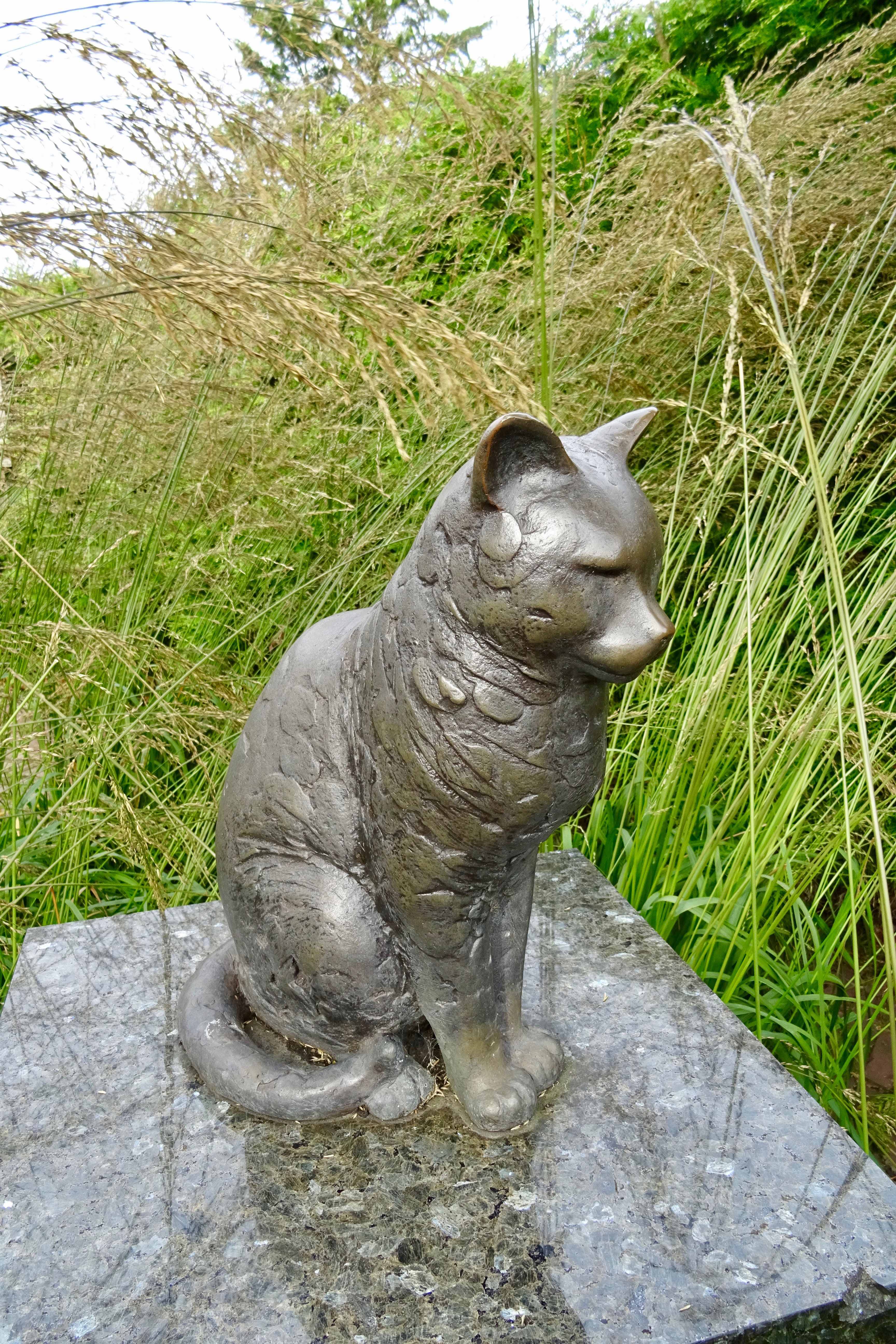
Статуя кішки
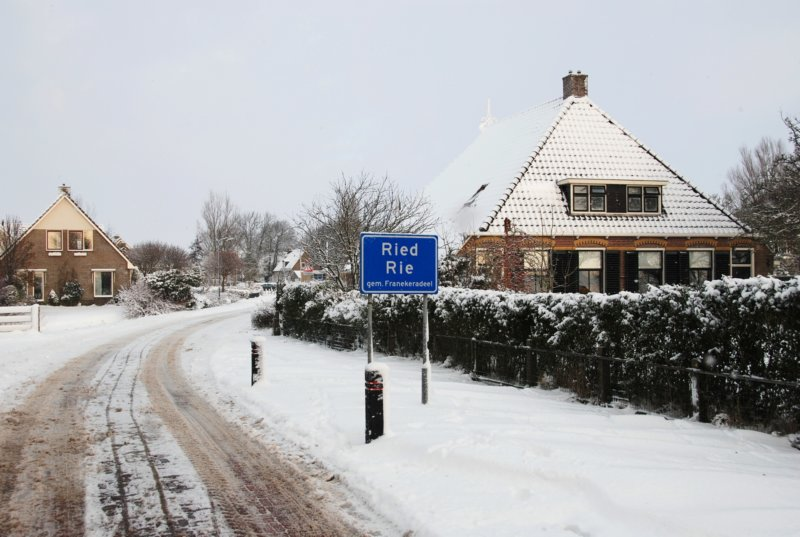
Рід взимку